# Hesperoperla pacifica
Hesperoperla pacifica és una espècie d'insecte plecòpter pertanyent a la família dels pèrlids.

## Descripció
- Els mascles adults fan 25 mm de llargària i les femelles 37.[6]

## Reproducció
Els adults emergeixen en un període de dues setmanes des de finals del juny fins a principis del juliol. Té una esperança de vida de 3 anys.

## Alimentació
És carnívor i es nodreix principalment de nimfes d'efímeres i larves de quironòmids i tricòpters.

## Hàbitat
Les nimfes viuen sota les pedres o roques dels trams fluvials on el corrent és més ràpid.

## Distribució geogràfica
Es troba a Nord-amèrica: el Canadà (Alberta, la Colúmbia Britànica i Saskatchewan) i els Estats Units (Alaska, Arizona, Califòrnia, Colorado, Idaho, Montana, Nou Mèxic, Nevada, Oregon, Dakota del Sud, Utah, Washington i Wyoming).

## Estat de conservació
No es troba en perill d'extinció però és molt sensible a la contaminació.